# لارد خون (مقاطعة فيروزآباد)
لارد خون (بالإنجليزية: Mazraeh-ye Lard Khun)‏ هي human-geographic territorial entity تقع في فارس في إيران. يقدر عدد سكانها بـ 78 نسمة .